# Los Robinsones de la Tierra
Los Robinsones de la Tierra
(en el francés original, Les Robinsons de la Terre) es una serie de cómic de ciencia ficción, con guion de Roger Lécureux y dibujos de Alfonso Font para la revista "Pif Gadget", de Ediciones Vaillant, en la que se publicó desde 1979 hasta 1981.

## Trayectoria editorial
En España, la serie se empezó a publicar en la revista "Cimoc", de Riego Ediciones, a partir de 1980. Norma Editorial la continuó cuando se hizo con la cabecera, y sacó además dos álbumes: Los robinsones de la tierra (1981) y Evasión imposible (1983).